# Podocnemis lewyana
Podocnemis lewyana е вид влечуго от семейство Podocnemididae. Видът е застрашен от изчезване.

## Разпространение
Разпространен е в Колумбия.